# Линьи, Валентин
Валентин Линьи (фр. Valentine Ligny; 22 октября 1906, Авьон, Па-де-Кале, Франция — 4 января 2022) — французская долгожительница возраст которой подтвержден Группой геронтологических исследований (GRG). После смерти Жанны Бот 22 мая 2021 года она стала вторым (после Люсиль Рандон) старейшим живым жителем Франции. На момент своей смерти она была 49-тым старейшим  человеком в истории. Её возраст составлял 115 лет 74 дня.

## Биография
Валентин Линьи родилась 22 октября 1906 года в Авьоне, Па-де-Кале, Франция. В 1933 году она вышла замуж за Пьера Линьи, от которого родила троих детей. Семья переехала в Амьен во время Второй мировой войны. В 1947 году Валентин овдовела.
Линьи продолжала жить самостоятельно в Амьене вплоть до 109 лет, пока её семья не решила переместить её в дом престарелых.
За несколько дней до своего 110-летия Линьи упала, проснувшись одна в постели, она попала в больницу, но это не помешало ей отпраздновать свой день рождения через несколько дней.
Умерла 4 января 2022 года, в возрасте 115 лет 74 дня, до своей смерти была второй по старшинству после Люсиль Рандон  старейшим живым жителем Франции. По совпадению в тот же день умерла Ёси Баба, которая на момент смерти была 87-м старейшим человеком в истории.

## Рекорды долголетия
- 8 марта 2017 года после смерти Мадлен Рагон она стала старейшим живым человеком, живущим в регионе О-Де-Франс.
- 19 декабря 2020 года после смерти Мины Китагавы 19 декабря 2020 года она вошла в десятку старейших верифицированных живых людей в мире.
- 12 апреля 2021 года в возрасте 114 лет 172 дней вошла в топ-100 старейших людей за всю историю, обогнав Этти Мэй Грин.
- 22 мая 2021 года после смерти Жанны Бот она стала вторым старейшим живущим жителем Франции (после Люсиль Рандон), и третьим в Европе.
- 22 октября 2021 года Валентин Линьи стала 57-м человеком в истории отметившим 115-летие.
- 17 декабря 2021 года вошла в топ-50 старейших людей в истории.